# Bonum-1
Bonum 1 (en russe : Бонум-1, aussi nommé Most-1) est un satellite de télécommunications géostationnaire russe construit par Hughes lancé le 22 novembre 1998 par une fusée Delta II 7925 depuis la Base de lancement de Cap Canaveral. Il est positionné à la longitude 50° ouest et était exploité initialement par Bonum (Media-Most) et actuellement par Russian Satellite Communications Company (en). Le satellite est basé sur la plate-forme HS-376HP (en) et son espérance de vie est de 11,5 ans,.

## Caractéristiques
Bonum 1 est équipé de 8 transpondeurs en bande Ku pour la télévision en Sibérie ou en Europe,. Il avait une masse de lancement de 1 425 kg,.